# Partido Democrático Nacional (Venezuela)
Partido Democrático Nacional (PDN) fue un movimiento político de Venezuela fundado por Rómulo Betancourt junto a Raúl Leoni, Rómulo Gallegos y Jóvito Villalba el 28 de octubre de 1936 en Caracas, después de la muerte del dictador de Juan Vicente Gómez. Su disolución sucedió en 1941 para convertirse en Acción Democrática.

## Principios fundacionales
- La efectividad de las garantías constitucionales y ampliación de las libertades políticas.
- Independencia del poder judicial.
- Reforma agraria.
- Revisión de los títulos de concesiones mineras
- Igualdad laboral.
- Aplicación de la Ley del Trabajo y eliminación del trabajo infantil.
- Educación y Sanidad.
- Incorporación de los indígenas a la República.[3]

## Historia
El PDN nace un año después de la muerte del dictador venezolano Juan Vicente Gómez en 1936. Sus fundadores fueron los opositores de la dictadura gomecista, entre los más destacados están: Rómulo Betancourt, Rómulo Gallegos, Raúl Leoni y Jóvito Villalba quien fue expulsado tiempo después. En noviembre de 1936 Jóvito Villalba solicita la legalización del partido al gobierno nacional, sin embargo el gobierno de Eleazar López Contreras, basándose en la Ley Lara, se niega a legalizarlo, por lo que el partido pasa a la clandestinidad.

### Disolución

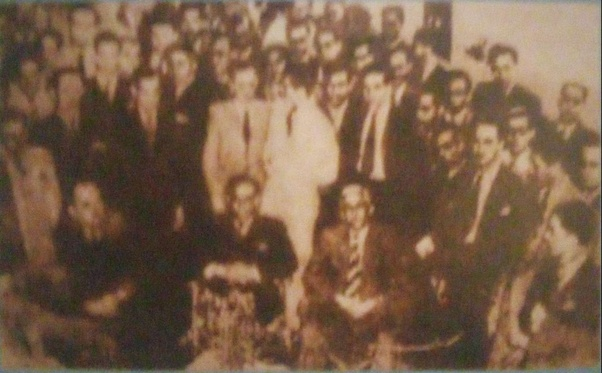
Dirigentes del Partido Democrático Nacional en el acto de fundación de Acción Democrática.

El 13 de septiembre de 1941 durante el gobierno de Isaías Medina Angarita, el Partido Democrático Nacional se disuelve como movimiento político para pasar a ser un partido político llamado Acción Democrática fundado por Rómulo Betancourt.